# Orlando furioso (miniserie televisiva)
Orlando furioso è uno sceneggiato televisivo italiano diretto da Luca Ronconi e trasmesso nel 1975. È tratto dall'omonima opera di Ludovico Ariosto e costituisce la trasposizione televisiva dell'omonimo spettacolo teatrale messo in scena nel 1969 dallo stesso Ronconi.

## Produzione
La miniserie è una trasposizione in cinque puntate dell'omonimo spettacolo teatrale diretto dallo stesso Luca Ronconi nel 1969 al Festival dei Due Mondi di Spoleto. La miniserie mette in scena una versione sperimentale dell'Orlando furioso di Ludovico Ariosto che fa perno sull'elemento fantastico e che nell'originale teatrale impegnava direttamente anche il pubblico, enfatizzandone gli elementi teatrali con scenografia palesemente finta e con le macchine da presa in campo.
Le riprese dello sceneggiato, tutte girate in interni, sono state effettuate nel Palazzo Farnese di Caprarola, nelle terme di Caracalla, nella basilica di Santa Maria in Cosmedin di Roma, nel Teatro Farnese e nel Palazzo della Pilotta di Parma.

## Distribuzione
Lo sceneggiato è stato trasmesso a partire dal 16 febbraio 1975 alle ore 20:45 sul Programma Nazionale per cinque puntate: 16 e 23 febbraio, 2, 9 e 16 marzo 1975.
È stato distribuito in home video nel 2012 da ElleU Multimedia, in un cofanetto di 2 DVD, nella collana I migliori anni della nostra TV. Un'altra edizione sempre in DVD è stata distribuita in allegato al libro Orlando furioso scritto da Luca Ronconi e Edoardo Sanguineti e edito da BUR nella collana Senzafiltro, sempre nel 2012.
Sempre per la Rai ne fu curata una versione ridotta a 113 minuti destinata alle sale cinematografiche e presentata in prima visione a Torino (24 dicembre 1974) e a Milano.
Nonostante la Rai all'epoca trasmettesse ufficialmente ancora in bianco e nero, lo sceneggiato, sia in vista della distribuzione anche nel circuito cinematografico oltreché all'estero, venne invece realizzato a colori.

## Accoglienza
Lo sceneggiato non fu accolto favorevolmente dal pubblico anche a causa della collocazione oraria, la domenica in prima serata alle ore 20:45, solitamente destinata a spettacoli più "facili", e anche da parte della critica, solitamente più benevola nei confronti dei prodotti di Luca Ronconi. L'audience registrata fu di 9 milioni di telespettatori con un indice di gradimento piuttosto basso, pari a 36.